# 厄瓜多地理

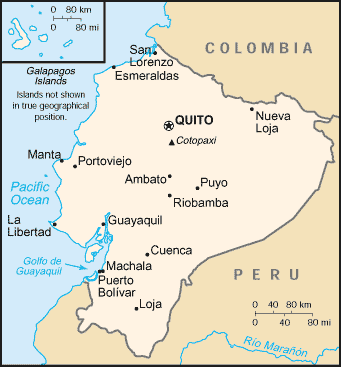
厄瓜多的地圖

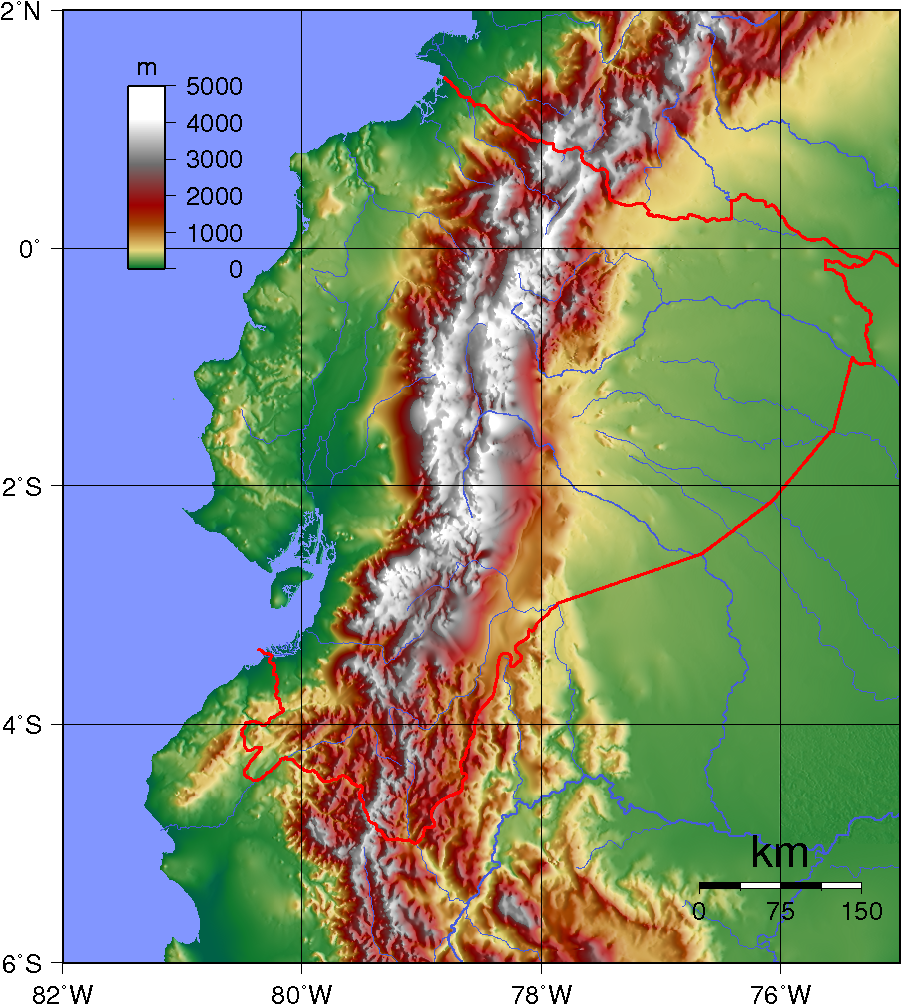
厄瓜多的地形圖

厄瓜多位於南美洲西部的國家，毗鄰太平洋及赤道，因赤道（西班牙語：Ecuador）橫貫其國土，乃以Ecuador為國名。 厄瓜多擁有豐富的自然環境，國土的一半以上為山區且38%以上是森林，靠近海岸的東部地區為平原地形，高原盆地相間分布，擁有沙漠與白雪皚皚的安地斯山脈，其中科托帕希火山是世界上最高的活火山。 厄瓜多擁有許多的河流，從南部一直延伸至祕魯。

## 區域和邊界
厄瓜多位於西太平洋，擁有2,237公里的海岸線，總面積為283,561平方公里。 厄瓜多北部與哥倫比亞相鄰(708 公里)和東南部與秘鲁相交(1,529公里)。 厄瓜多總面積為28萬3520平方公里，含加拉巴哥群島。其中，土地面積27萬6841平方公里，水域面積6720平方公里。在南美洲，厄瓜多的面積大於烏拉圭，蘇利南，蓋亞那 和法屬蓋亞那。

## 城市
厄瓜多首都和第二大城市為基多。最大城市為瓜亞基爾。其他重要城市包括昆卡、安巴托、波托維耶霍、馬查拉、洛哈。

## 外部連結
- . 國會圖書館. 1989  [2019-04-27]. （原始内容存档于2015-06-28）.